# سلطان‌آباد (خرامه)
سلطان‌آباد یک روستا در ایران است که در دهستان دهقانان واقع شده‌است. سلطان‌آباد ۲٬۰۸۲ نفر جمعیت دارد.